# غوشنة متوسطة
غوشنة متوسطة (الاسم العلمي: Morchella intermedia) هي نوع من الفطريات يتبع جنس الغوشنة من الفصيلة الغوشنية.